# Municipio de Neoga
El municipio de Neoga (en inglés: Neoga Township) es un municipio ubicado en el condado de Cumberland en el estado estadounidense de Illinois. En el año 2010 tenía una población de 3124 habitantes y una densidad poblacional de 21,73 personas por km².

## Geografía
El municipio de Neoga se encuentra ubicado en las coordenadas 39°19′25″N 88°24′6″O / 39.32361, -88.40167. Según la Oficina del Censo de los Estados Unidos, el municipio tiene una superficie total de 143.74 km², de la cual 141,63 km² corresponden a tierra firme y (1,47 %) 2,11 km² es agua.

## Demografía
Según el censo de 2010, había 3124 personas residiendo en el municipio de Neoga. La densidad de población era de 21,73 hab./km². De los 3124 habitantes, el municipio de Neoga estaba compuesto por el 97,76 % blancos, el 0,38 % eran afroamericanos, el 0,16 % eran amerindios, el 0,42 % eran asiáticos, el 0,22 % eran de otras razas y el 1,06 % eran de una mezcla de razas. Del total de la población el 0,74 % eran hispanos o latinos de cualquier raza.